# Janet Biehl
Janet Biehl (4 de septiembre de 1953) es una anarquista estadounidense y una de las autoras más destacadas de la ecología social. En 1986 comienza su colaboración en el Instituto para la Ecología Social, donde se volvió colega de Murray Bookchin, trabajando intensamente junto a él las siguientes dos décadas en ampliar la formulación, definición y explicación de las ideas por las que son mundialmente reconocidos.
De 1987 a 2000 publicaron en coautoría Green Perspectives, luego denominada Left Green Perspectives. Escribió y editó numerosos libros y artículos que interpretan y abogan por las ideas del municipalismo libertario, la ecología social y el ecofeminismo, y que hasta la fecha tienen una enorme influencia sobre el movimiento libertario. Su libro The Politics of Social Ecology condensa las ideas de Bookchin sobre democracia directa. El mismo Bookchin consideraba a The Murray Bookchin Reader, que ella editaba, la mejor introducción a su trabajo.

## Publicaciones
Janet Biehl escribió y editó varios libros, entre ellos: 
- Biehl, J. (2022). Their Blood Got Mixed: A Graphic Journey to the Multiethnic Democracy in Northeast Syria. PM Press.
- Biehl, J. (2015). Ecology or Catastrophe: The Life of Murray Bookchin. Oxford University Press.
- Biehl, J. (2011). Mumford Gutkind Bookchin: The Emergence of Eco-decentralism. New Compass.
- Biehl, J. (Ed.). (1997). The Murray Bookchin Reader. Cassell.
- Biehl, J. & Bookchin, M. (1996). The Politics of Social Ecology: Libertarian Municipalism. Black Rose Books.
- Biehl, J. & Staudenmaier, P. (1995). Ecofascism: Lessons from the German Experience. AK Press.
- Biehl, J. (1990). Finding Our Way. Rethinking Ecofeminist Politics. Black Rose Books.

Traducciones al castellano: 
- Biehl, J. & Staudenmaier, P. (2019). Ecofascismo. Lecciones sobre la experiencia alemana. Virus.
- Biehl, J. & Bookchin, M. (2018). Las políticas de la ecología social. Municipalismo libertario. Virus.
- Biehl, J. (2017). Ecología o catástrofe. La vida de Murray Bookchin. Virus.

Janet Biehl realizó traducciones de libros al inglés, entre estos:
- Cansiz, S. (2018). Sara: My Whole Life Was a Struggle. (J. Biehl, Trans.). Pluto Press.
- Cansiz, S. (2019). Sara: Prison Memoir of a Kurdish Revolutionary (J. Biehl, Trans.). Pluto Press.
- Kışanak, G. (Ed.). (2022). The Purple Color of Kurdish Politics. Women Politicians Write from Prison. Pluto Press. (R. Isik, E. Ergun & J. Biehl, Trans.). Pluto Press.
- Knapp, M., Ayboga, E. & Frach, A. (2016). Revolution in Rojava: Democratic Autonomy and Women's Liberation in Northern Syria (J. Biehl, Trans.). Pluto Press.
- Kurdistan, T. (2013). Democratic Autonomy in North Kurdistan. The Council Movement, Gender Liberation, and Ecology -in Practice. A Reconnaissance into Southeastern Turkey (J. Biehl, Trans.). New Compass.